# Raasay
Raasay (Ratharsair en gaèlic) és una illa de les Hèbrides Interiors que es troba entre l'illa de Skye i la costa d'Escòcia. Es troba separada de Skye pel Sound of Raasay i de la península d'Applecross per l'Inner Sound. L'illa gairebé deshabitada (1 habitant) de Rona es troba al nord de Raasay i l'illa de Scalpay davant de la seva costa nord-occidental.
El topònim de Raasay prové del nòrdic antic ross-oy i significa illa dels cabriols.
L'illa té una llargària de 14 milles de nord a sud i de 3 milles d'est a oest als punts on és més ampla. El punt més alt (a uns 447 metres d'altitud) és Dùn Caan, un turó estrany amb un cim aplanat. El poble d'Inverarish es troba a la cosa sud-oriental de l'illa. Bona part del poble es feu servir durant la Primera Guerra Mundial com a camp de presoners de guerra. Els presoners havien de treballar a la mina de l'illa, la qual s'abandonà un cop acabat el conflicte.
Actualment, els habitants viuen de la pesca, del ferri o bé es desplacen cap a Portree, a Skye, per treballar. Hi ha una guarderia, però els alumnes més grans s'han de desplaçar amb bus o ferri cap a Portree.
L'illa és, geològicament parlant, molt interessant i per això és visitada per molts estudiants que col·laboren en diversos projectes cartogràfics de l'illa.
Els llocs d'interès de l'illa són les restes d'un broch, les ruïnes del Brochel Castle, les inscripcions en pedra de l'època dels celtes, l'antiga casa del senyor feudal, la Raasay House, i els camins per a excursionistes de l'illa. Raasay és l'hàbitat del ratolí de camp de Raasay, espècie que només és endèmica en aquesta illa. A més a més, també s'hi troben molts tipus de plantes i una gran població de llúdrigues.
Un trajecte de ferri de 15 minuts uneix l'illa amb el municipi de Sconser, a Skye. A Inverarish es troben un petit supermercat i una oficina de correus. S'hi pot trobar allotjament als hotels Isle of Raasay Hotel i al Raasay Outdoor Center o a l'hostal.
Com que en aquesta illa tothom conserva la tradició de fer festa en diumenge, en aquest dia tots els serveis estan tancats. Des de l'any 2004, tampoc no circula el ferri en diumenge.